# Meloe aprilina
Meloe aprilina là một loài bọ cánh cứng trong họ Meloidae. Loài này được Meyer miêu tả khoa học năm 1793.